# Klášter klarisek (Olomouc)
Komplex někdejšího kláštera klarisek s kostelem sv. Kláry na náměstí Republiky a navazujícími křídly směrem k bývalým městským hradbám je situován v historickém centru města Olomouce. Původně gotický klášter byl barokně přestavěn v druhé polovině 18. století a je památkově chráněn. Klášter byl zrušen roku 1782 dekretem císaře Josefa II. a jeho budovy byly využívány k různým účelům. Od roku 1951 je hlavním sídlem Vlastivědného muzea města Olomouce.

## Historie
Klášter klarisek byl v Olomouci založen podle pověsti Kunhutou, manželkou Jaroslava ze Šternberka ve 40. letech 13. století.  Podle listiny vložené do základního kamene při barokní přestavbě kláštera byl konvent dostavěn roku 1250. První písemná zmínka o olomouckém klášteře klarisek pochází však až z roku 1298 z listiny krále Václava II., kterou daroval klášteru ostrov na řece Moravě zvaný Lazce. Konvent s kostelem stál na Předhradí mezi klášterem kartuziánů a špitálem sv. Ducha. Na severu konventní budovy přiléhaly k raně gotickému opevnění města. Klášter byl původně vybudován ve stylu rané gotiky a do vypuknutí husitských válek minimálně jednou přestavován, resp. dostavován.
Klášterní komplex byl původně tvořen budovami obklopujícími dvě nádvoří: obdélný rajský dvůr v sousedství kostela sv. Kláry a malý dvůr nepravidelného tvaru na severní straně areálu. Dominantou byl klášterní kostel sv. Kláry, s hlavní lodí převyšující polygonální presbytář a vysokými sedlovými střechami. Na straně do náměstí byla boční strana lodi podepřena šesti opěrnými pilíři. Zadní část areálu přiléhala k městským hradbám. Počátkem 18. století stav klášterních budov již vyžadoval stavební úpravy. Konvent na severní straně utrpěl také značné škody při stavbě nového městského opevnění a hrozilo zřícení.
V roce 1754, za abatyše Anežky Schreyerové, započala barokní přestavba kláštera, při níž vzniklo na skále podél městských hradeb severní křídlo s refektářem.  Svědčí o tom později nalezený základní kámen s vloženým pamětním listem.Tato část kláštera byla dokončena roku 1759. Výstavba klášterních budov probíhala postupně ve třech etapách, autora projektu se nepodařilo spolehlivě doložit.  Obě boční budovy byly odstraněny a vybudovány znovu v průběhu let 1765–1770. Stavitelem byl mistr olomouckého zednického cechu Matyáš Kniebandl.  Nový barokní konvent vycházel z rozmístění starších budov, ale měl jen jedno nádvoří. V roce 1772 bylo započato s přestavbou klášterního kostela, kterou byl pověřen  olomoucký stavitel Václav Beda. Změnil půdorysné schéma a minimalizoval architektonické členění fasád. Podle jeho projektu vznikla zcela nová stavba, přičemž do stěn byly začleněny některého části původního chrámu (opěráky). Od roku 1780 zde pravidelně probíhaly bohoslužby.
Výnosem císaře Josefa II. byl klášter v roce 1872 zrušen a jeho budovy byly předány kněžskému semináři, který je však po dvou letech opustil. Budovy připadly vojenské správě a sloužily jako kasárny (Exclarisserinnen Kaserne). Kostel byl využíván jako univerzitní (lycejní) knihovna. V letech 1784–1785 byla provedena adaptace, při které  byl interiér kostela vyzdoben malbami Františka Wagnera a vznikla současná fasáda. V roce 1907 bylo do kostela přestěhováno Muzeum arcivévody Ferdinanda se svými přírodovědnými a egyptskými sbírkami.  Od roku 1951 po velké adaptaci slouží celý komplex bývalého kláštera klarisek jako sídlo Vlastivědného muzea v Olomouci. Počátkem 21. století proběhla rozsáhlá oprava, při níž se změnily vnitřní prostory, rekonstruovalo se topení, střecha a okna, budovy dostaly novou fasádu a vznikly nové expozice.

## Popis
Areál bývalého kláštera klarisek se skládá z kostela sv. Kláry a za ním se rozkládajícího souboru dvoupatrových konventních budov, které obklopují obdélný klášterní dvůr. Jižní průčelí kostela postaveného podél uliční čáry náměstí Republiky tvoří jednu z jeho dominant. Fasáda je členěná pilastry s čabrakovými hlavicemi a lizénami, pod vysokými okny s půlkruhovým zaklenutím zdobí plochu fasády obdélné desky s nárožními terčíky. Uprostřed je bývalý vchod do kostela, který tvoří dvoukřídlá dubová vrata z 80. let 18. století. Jsou lemována hlubokým zdobeným středním portálem, ke kterému vede kamenné schodiště. Nad portálem je zasazena pamětní deska s nápisem připomínajícím zřízení knihovny s letopočtem 1785 (MDCCLXXXV). Další portál s kamenným ostěním je na jihozápadní straně průčelí. V kartuši nad vysokým oknem je opět vložen letopočet 1785. Střecha je valbová s třemi pozdně barokními vikýři. Na nároží je vedle kostela nižší jednopatrová přístavba, ve které je umístěn vchod pro návštěvníky muzea. Do vnějšího nádvoří areálu se z náměstí vstupuje jednoduchou půlkruhovou branou s profilovanou atikou. Na západní straně vnějšího nádvoří je postavena patrová budova.
Severní křídlo areálu na svahu podél původních hradeb a přečnívá svou hmotou jak na východě tak i na západě z komplexu klášterních budov. Průčelí charakterizuje dvakrát zalomený, široký rizalit. Po stranách rizalitu pokračuje na obě strany fasáda zalomená do postranních křídel. Základem členění vnějších fasád budov jsou široké lizénové rámy, do nichž byla zasazena okna prvního a nejvyššího patra. Západní křídlo je obráceno do menšího nádvoří a dříve v něm býval hlavní vstup do celého objektu. Při přestavbě východního křídla po 2. světové válce byly odstraněny dělicí příčky, zrušen chodbový trakt, čímž vznikl v přízemí Václavkův sál a ve vyšších patrech výstavní haly. V západním křídle vznikly výstavní místnosti spojením původních klášterních cel.
Prostor hlavní lodi bývalého kostela je zaklenut trojicí plackových kleneb od sebe oddělených klenbovými pasy. V interiéru kostela je provedena pouze malířská výzdoba z 19. století ve stylu francouzského klasicismu. Na klenbách je grisaillová iluzivní výmalba tvořená postavičkami putti s vázami a štíty, rozety na oknech a iluzivně malované římsy a rámování oken. Prostor je využíván jako hlavní výstavní sál muzea. 

## Galerie

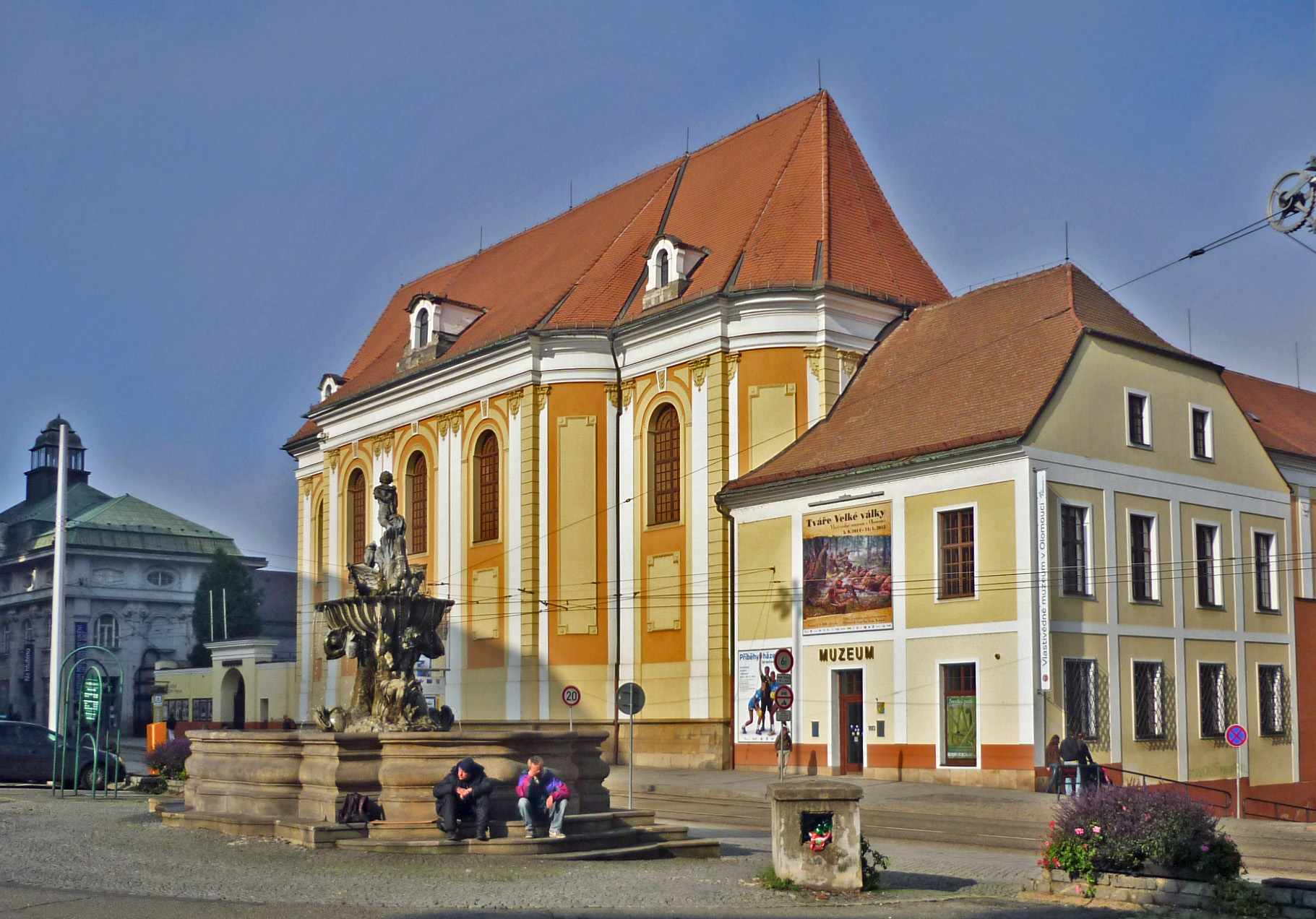
Bývalý klášter klarisek s kostelem svaté Kláry (dnes Vlastivědné muzeum města Olomouce) na náměstí Republiky
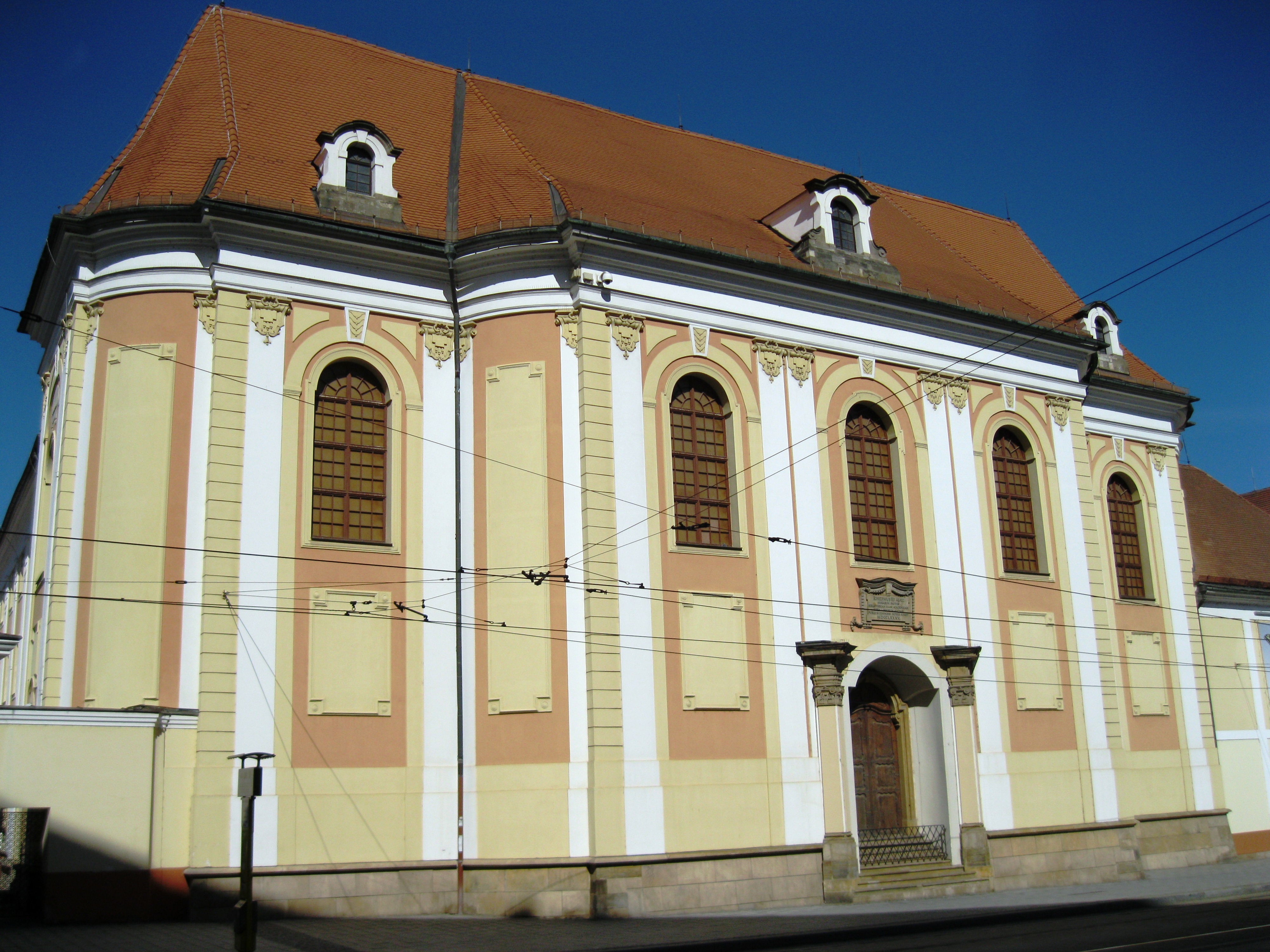
Kostel svaté Kláry
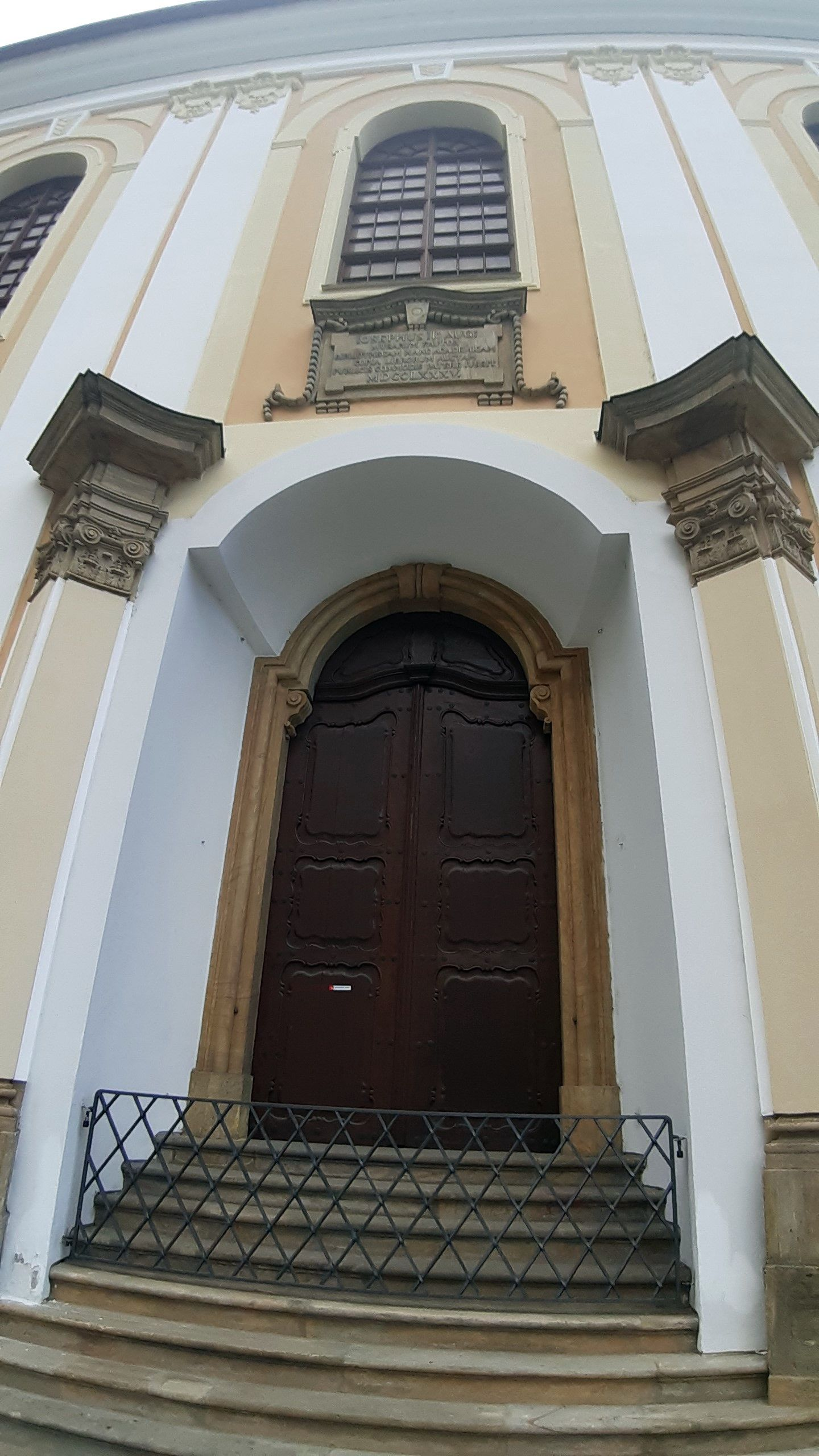
Dřívější vchod do kostela svaté Kláry s barokními vraty
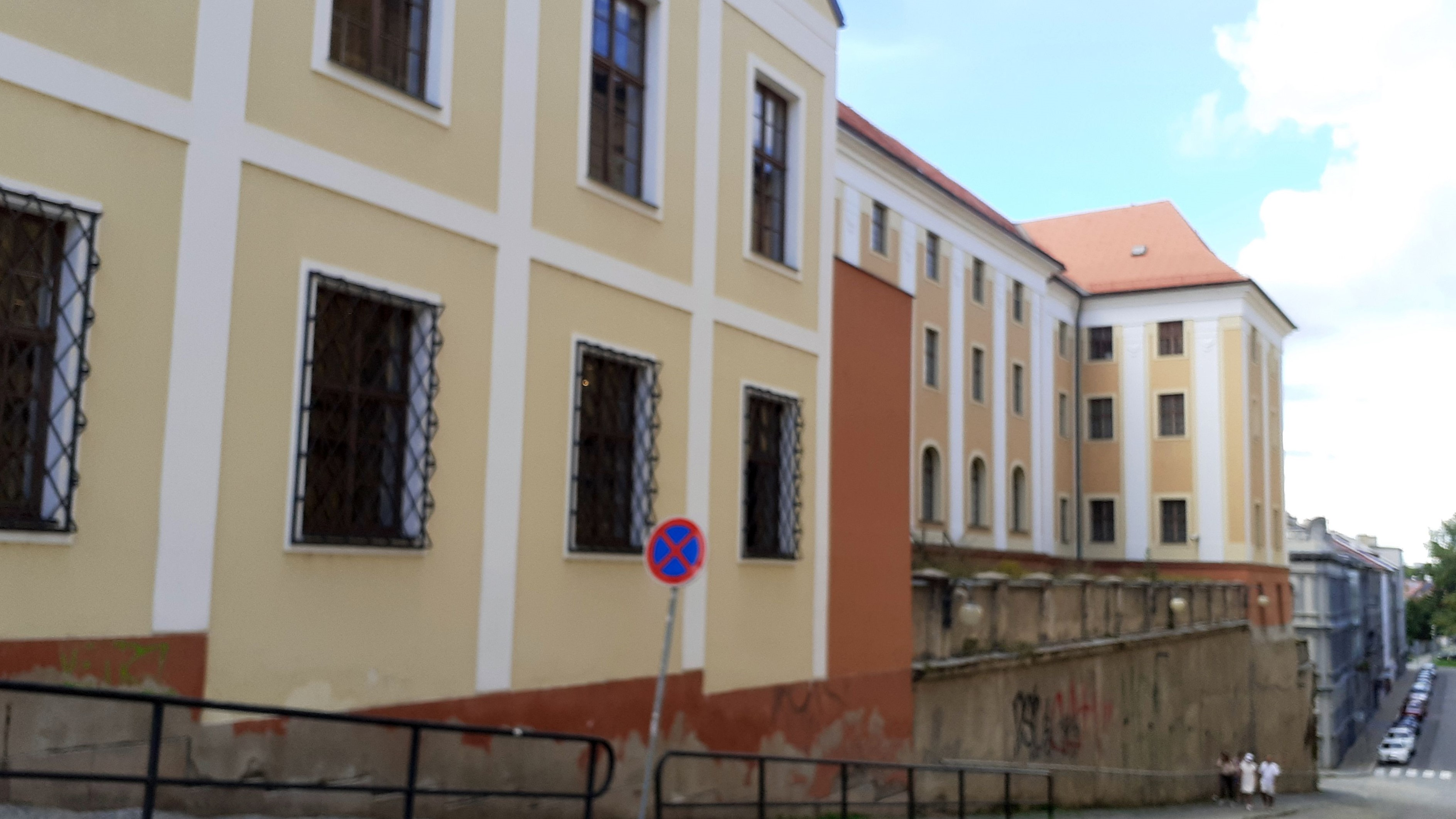
Východní strana bývalého konventu
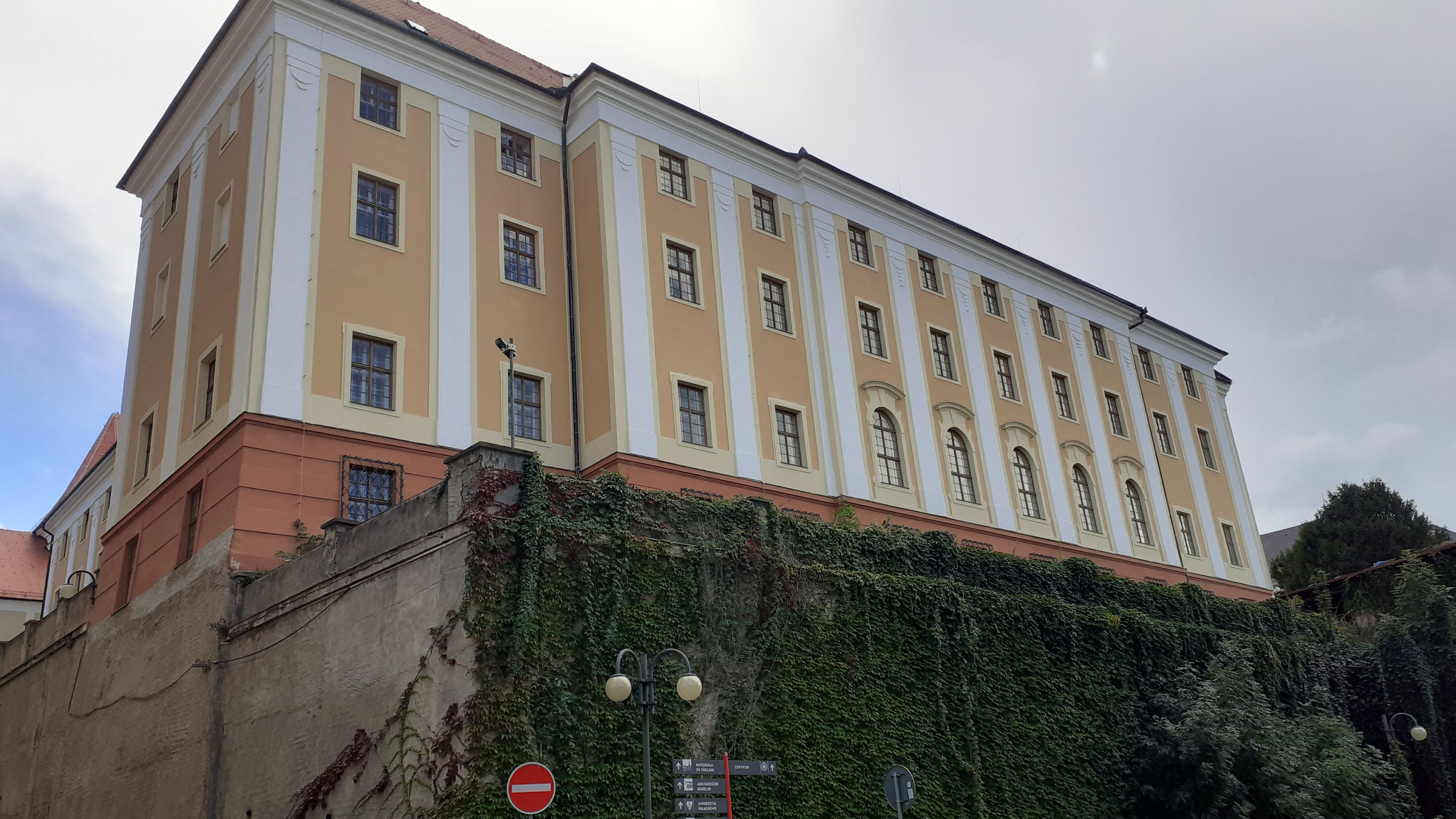
Severní strana konventu nad městskými hradbami
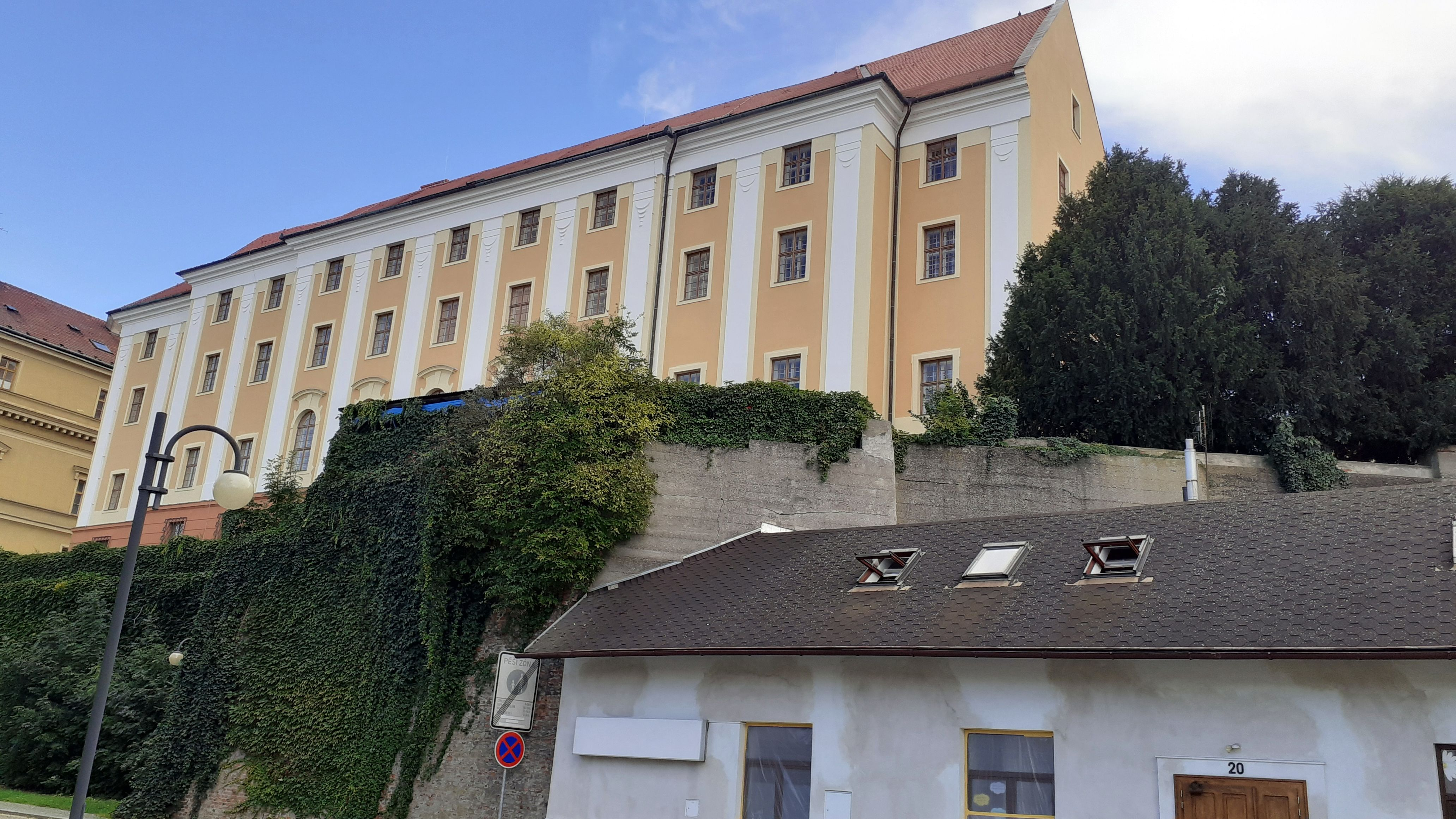
Severní strana kláštera
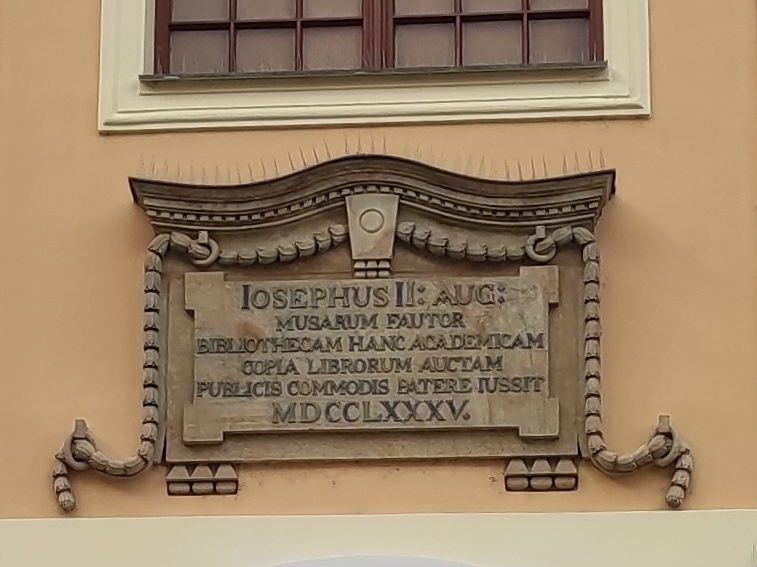
Pamětní deska nad vstupním portálem s letopočtem 1785